# Staatliche Universität für Architektur und Bauwesen Nowosibirsk
Die Staatliche Universität für Architektur und Bauwesen Nowosibirsk (russisch Новосибирский государственный архитектурно-строительный университет (Сибстрин); en.: Novosibirsk State University of Architecture and Civil Engineering (NGASU)) ist eine technische Universität in der russischen Stadt Nowosibirsk. 
Die Hochschule wurde am 18. Mai 1930 mit den Fachbereichen Architektur, Städtebau, Bauwesen und Umweltingenieurwesen gegründet. An 54 Lehrstühlen unterrichten über 600 Dozenten, davon 83 Professoren, und circa 400 wissenschaftliche Mitarbeiter.
Es werden internationale Hochschulkontakte insbesondere nach Deutschland, Frankreich, Großbritannien, USA, China, Vietnam, den Niederlanden und Dänemark unterhalten. Die Hochschule hat den UNESCO-Lehrstuhl Environmentally safe development of a large region - the Volga River basin eingerichtet.